# Dave Suzuki
Dave Suzuki (Las Vegas, 8 febbraio 1972) è un polistrumentista statunitense, conosciuto principalmente per il suo lavoro con la band death metal statunitense Vital Remains, in cui ha militato dal 1995 al 2007.

## Biografia
Suzuki è principalmente conosciuto per i suoi lavori con i Vital Remains il suo stile chitarristico può essere ascoltato sugli album Forever Underground, Dawn of the Apocalypse, Dechristianize, e Icons of Evil. Il live dvd album dei Vital Remains Evil Death Live del 2007 filmato al Metalmania di Katowice in Polonia include un'intervista con Suzuki. Ha militato anche per un breve periodo nei Deicide con i quali ha registrato un live dvd album When London Burns.

## Discografia

### Con i Vital Remains
- 1997- Forever Underground
- 2000- Dawn of the Apocalypse
- 2003- Dechristianize
- 2007- Icons of Evil

### Con i Deicide
2006- When London Burns, album live

### Con i Churchburn
- 2014- The Awaiting Coffins
- 2018- None Shall Live... The Hymns of Misery